# Bruxelles-Ingooigem 1960
La Bruxelles-Ingooigem 1960, tredicesima edizione della corsa, si svolse il 15 giugno su un percorso con partenza da Bruxelles e arrivo a Ingooigem. Fu vinta dal belga Oswald Declercq della squadra Groene Leeuw-Sinalco-SAS davanti ai connazionali Gustaaf Van Vaerenbergh e Willy Haelterman.

## Ordine d'arrivo (Top 10)
| Pos. | Corridore               | Squadra                   | Tempo    |
| ---- | ----------------------- | ------------------------- | -------- |
| 1    | Oswald Declercq         | Groene Leeuw-Sinalco-SAS  | 6h14'00" |
| 2    | Gustaaf Van Vaerenbergh | Libertas-Eura Drinks      |          |
| 3    | Willy Haelterman        | Ghigi                     |          |
| 4    | Léon Van Daele          | Dr. Mann-Dossche Sport    |          |
| 5    | Jozef Schils            | Mercier-BP-Hutchinson     |          |
| 6    | Julien Schepens         | Wiel's-Flandria           |          |
| 7    | Georges Decraeye        | Helyett-Leroux-Hutchinson |          |
| 8    | Norbert Kerckhove       | Faema                     |          |
| 9    | Noël Foré               | Groene Leeuw-Sinalco-SAS  |          |
| 10   | Frans De Mulder         | Groene Leeuw-Sinalco-SAS  |          |